# Grotte 7

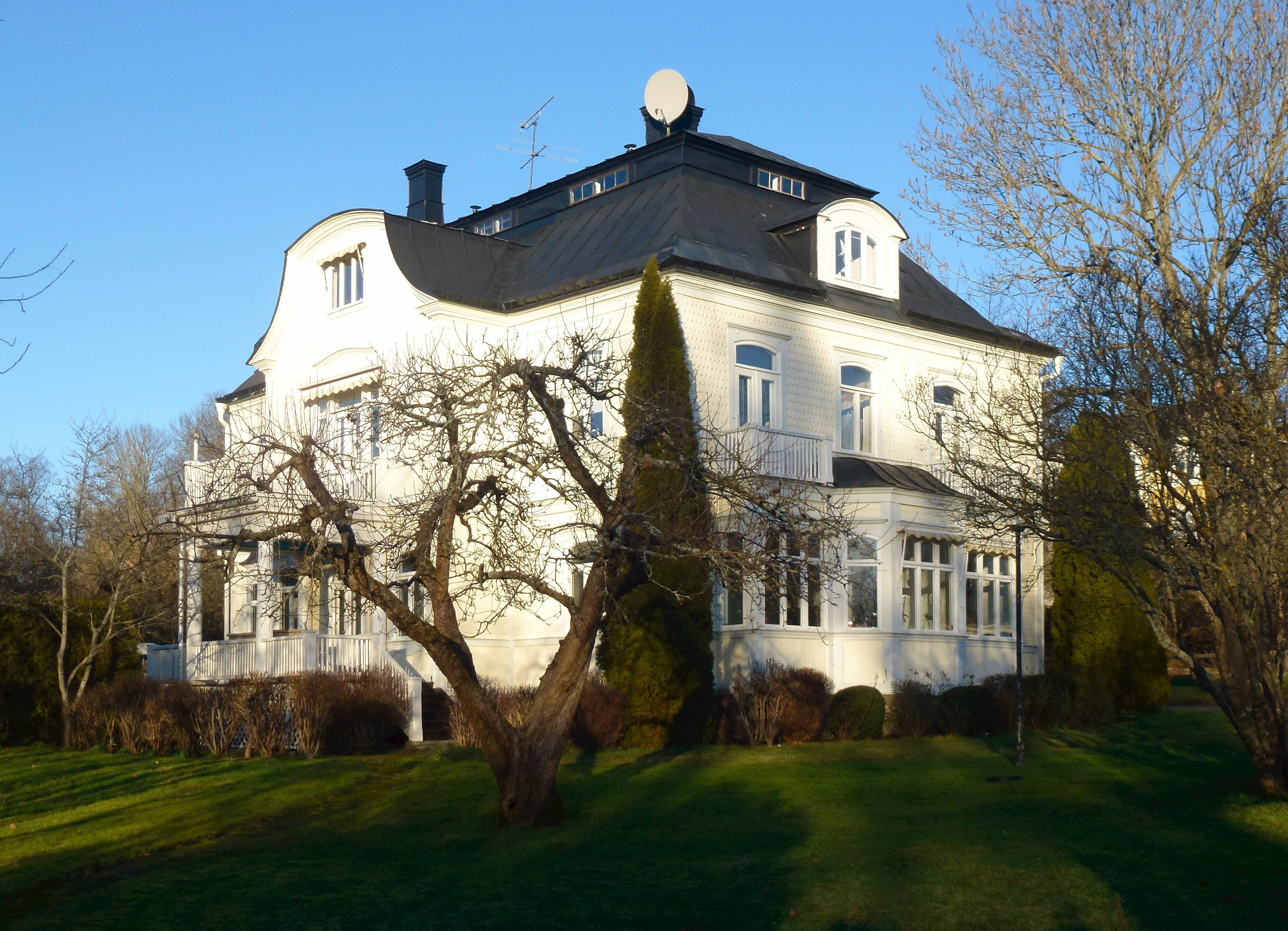
Den så kallade "Prinsvillan", 2013.

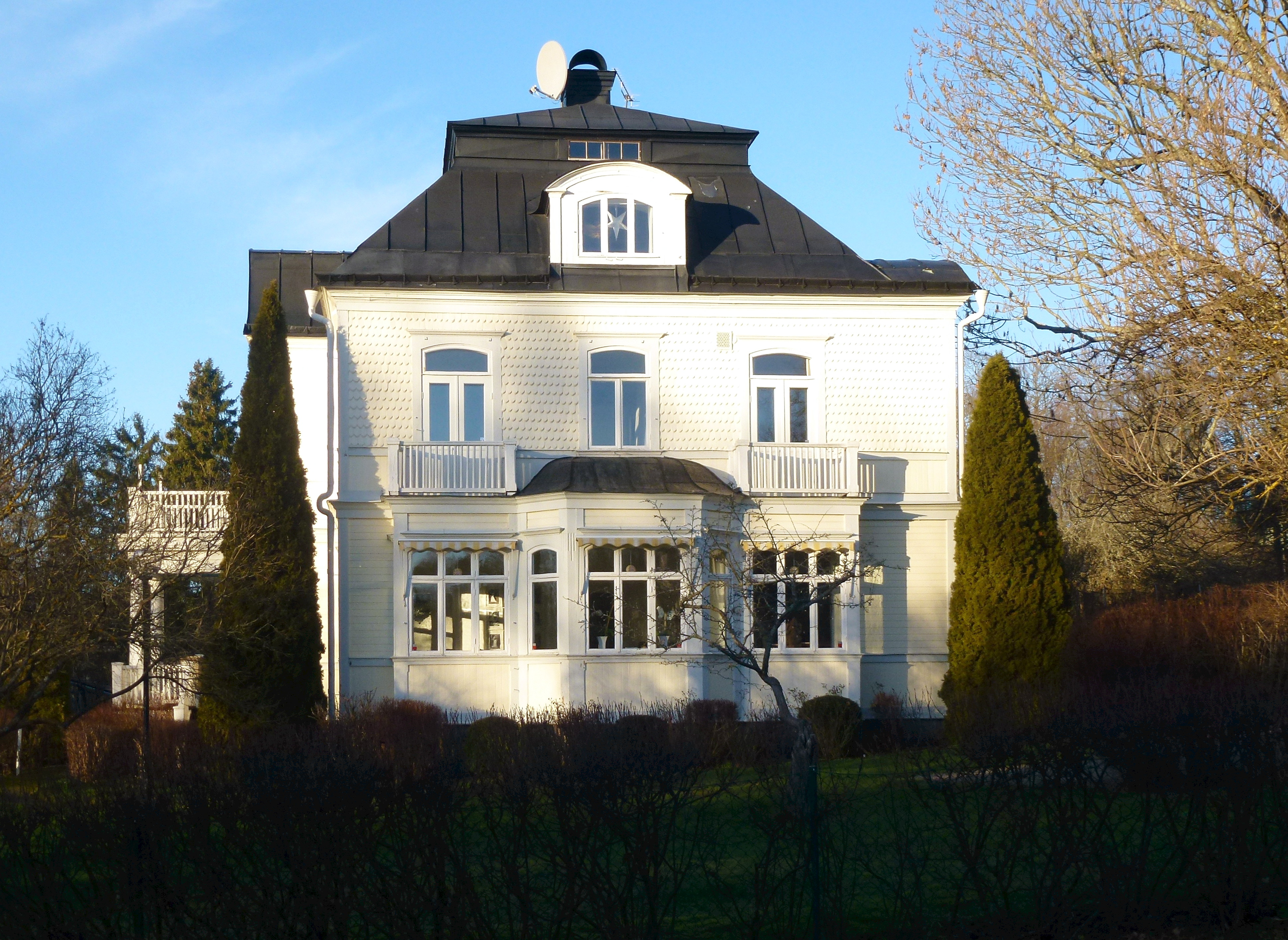
Fasad mot Germaniavägen, 2013.

Grotte 7 (ibland kallad Prinsvillan och Grottevillan) är en kulturhistoriskt värdefull villafastighet i kvarteret Grotte på Germaniavägen 14A i Djursholm, Danderyds kommun. Villan ritades 1905 av arkitekt Axel Viktor Forsberg och blev 1908-1909 komplett ombyggd efter ritningar av arkitekt Gustaf Hermansson. Vintern 1926-1927 målade Jöns Thulin tapeter i villans herrum och sängkammare. Ombyggnaden 1908-1909 lär ha utförts för Prins Erik, hertig av Västmanland, som troligtvis aldrig flyttade hit. Villan kallas dock ofta Prinsvillan i folkmun och även Grottevillan efter kvarterets namn. Byggnaden är av kommunen klassificerad som "omistlig".

## Bakgrund och beskrivning

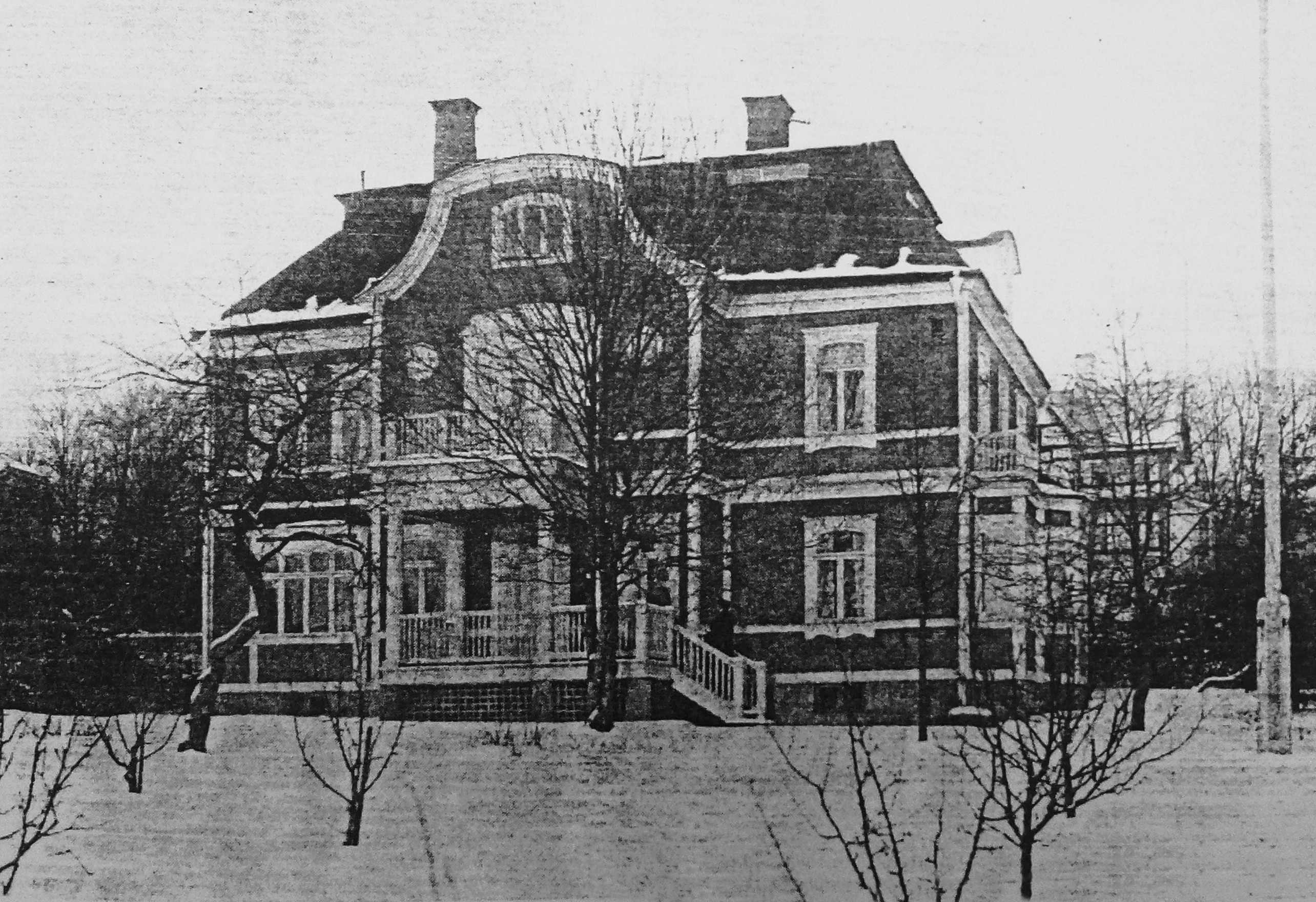
Prinsvillan ur Svenska Hem, ca 1910.

Den ursprungliga villans arkitekt var Axel Viktor Forsberg. Huset var då en mindre enplansbyggnad med valmat sadeltak. På bottenvåningen fanns två rum och kök och på vinden ytterligare två rum. Planmåtten var 8,64 meter längd gånger 5,94 meter bredd.
Redan 1907 fick arkitekt Gustaf Hermansson i uppdrag att upprätta ritningar för en omfattande ombyggnad. Nu blev villan en tvåvåningsbyggnad med oinredd vind och källare och mer än tre gånger så stort planmått. Även fasaderna och taket fick en helt ny gestaltning motsvarande dagens utseende. På bottenvåningen ritade Hermansson en kolonnprydd hall, herrum, salong, matsal, ett blomsterrum samt kök med serveringsrum. På övre våningsplanet märks en rymlig hall, sängkammare, två barnrum, gästrum och jungfrukammare samt ett badrum.
Villans yttre gestaltades av Hermansson i tidstypisk jugendinspirerad herrgårdsstil med mönstrad träfasad, stora burspråk och säteritak. Interiört finns välbevarade detaljer som kassetpanel och öppen eldstad i hallen, bred trappa med rikt profilerade räcken till övervåningen, kakelugn och handmålad tapet i herrummet och sängkammare, kolonnprydd öppning till salongen, samt mönsterlistat tak och paneler i matsalen. Villan är klassificerad som "omistlig" i detaljplan för skydd av kulturmiljöer av riksintresse i Djursholm som trädde i kraft hösten 2013.
Villan beboddes under första världskriget av majoren Gustaf David Vilhelmsson Lilliehöök af Gälared och Kolbäck och sedan av majoren Arvid Blomberg. Den övergick omkring 1930 till läkaren Sven Backman som bedrev läkarmottagning i huset ända fram till 1960. Därefter fanns flera privata ägare, bland dem radio- och TV-mannen Jacob Dahlins familj. Under en period på 2000-talet var huset residens för Sydafrikas ambassadör i Sverige. Hösten 2004 gästade nobelpristagaren biskop Desmond Tutu villan i förbindelse med 10-årsdagen av slutet på apartheid.
År 1991 styckades den ursprungliga parktomten i två delar, Germaniavägen 14A och B. I augusti 2011 såldes villan för drygt 25,5 miljoner kronor till en privatperson.

## Forsbergs ritningar från 1905

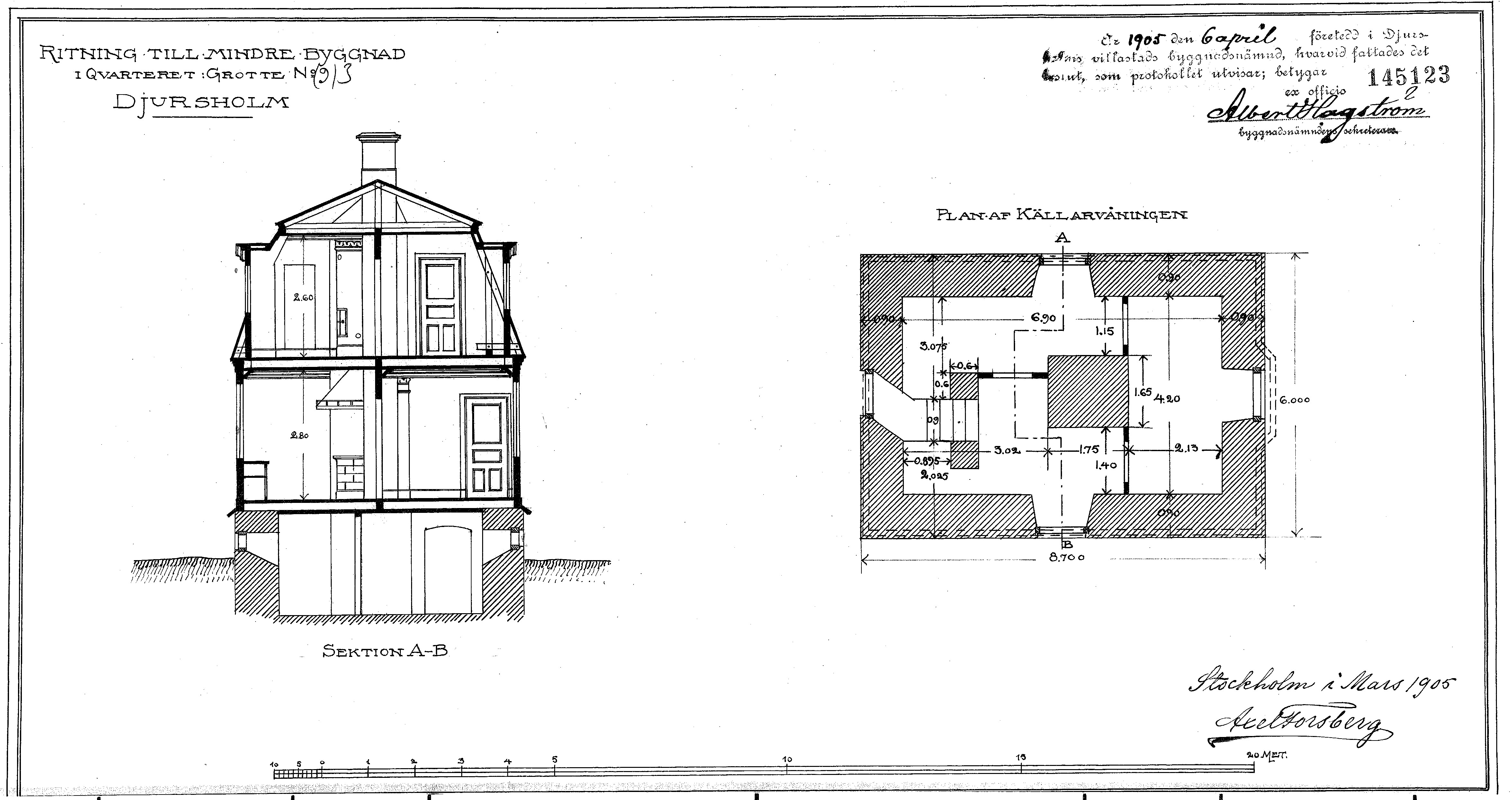
Sektion, källarplan
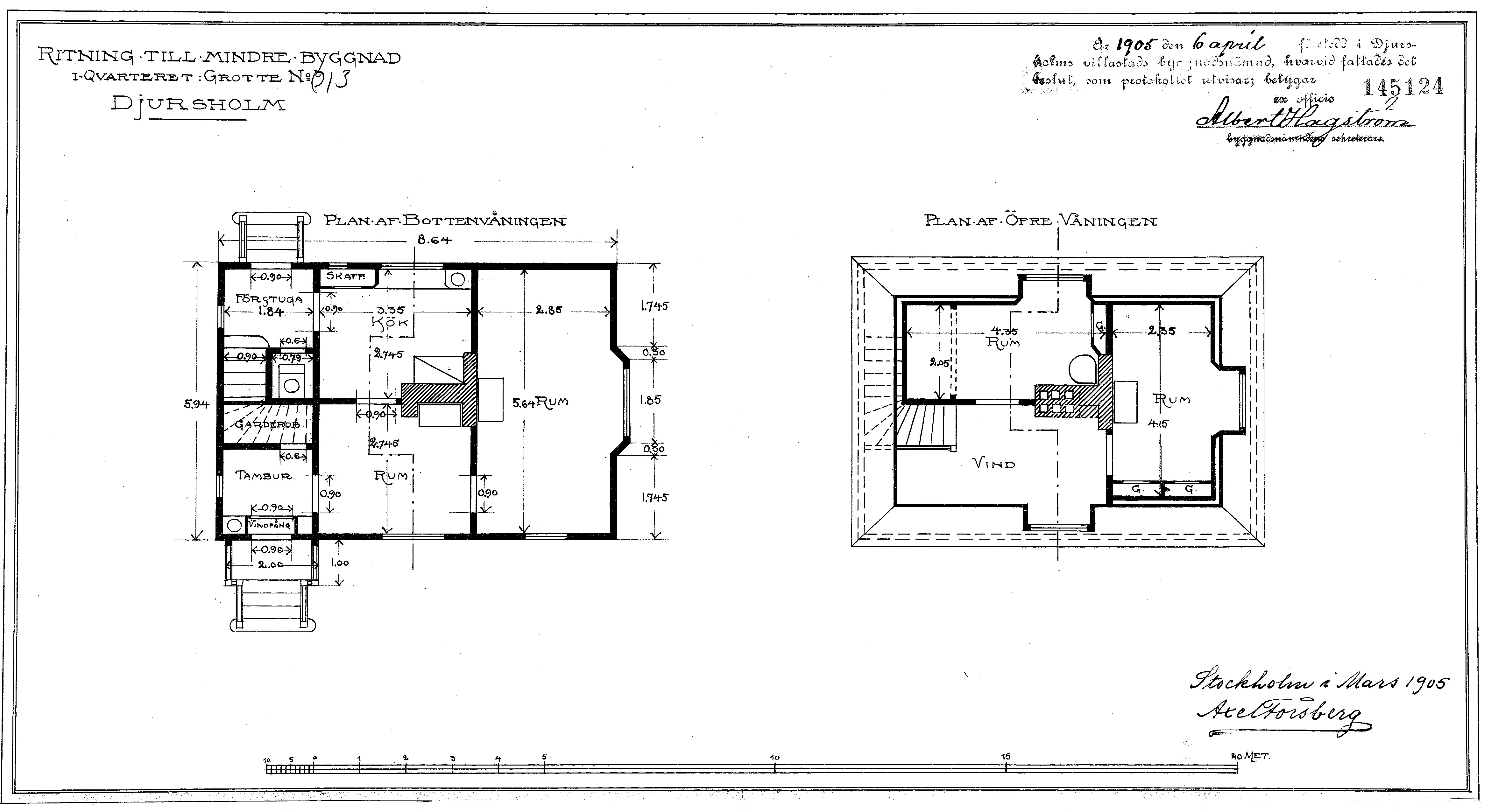
Bottenvåning, övre våning
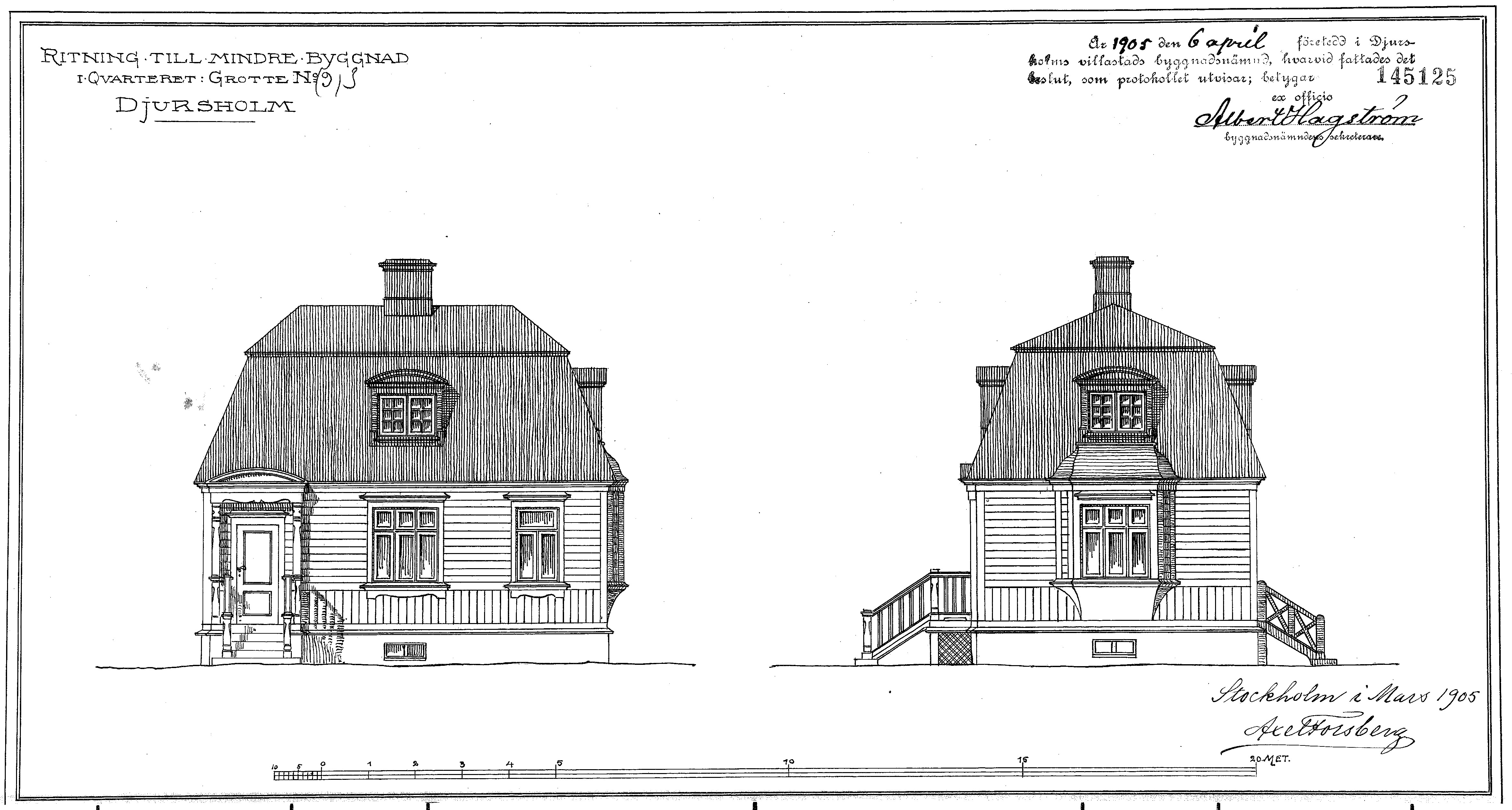
Fasader
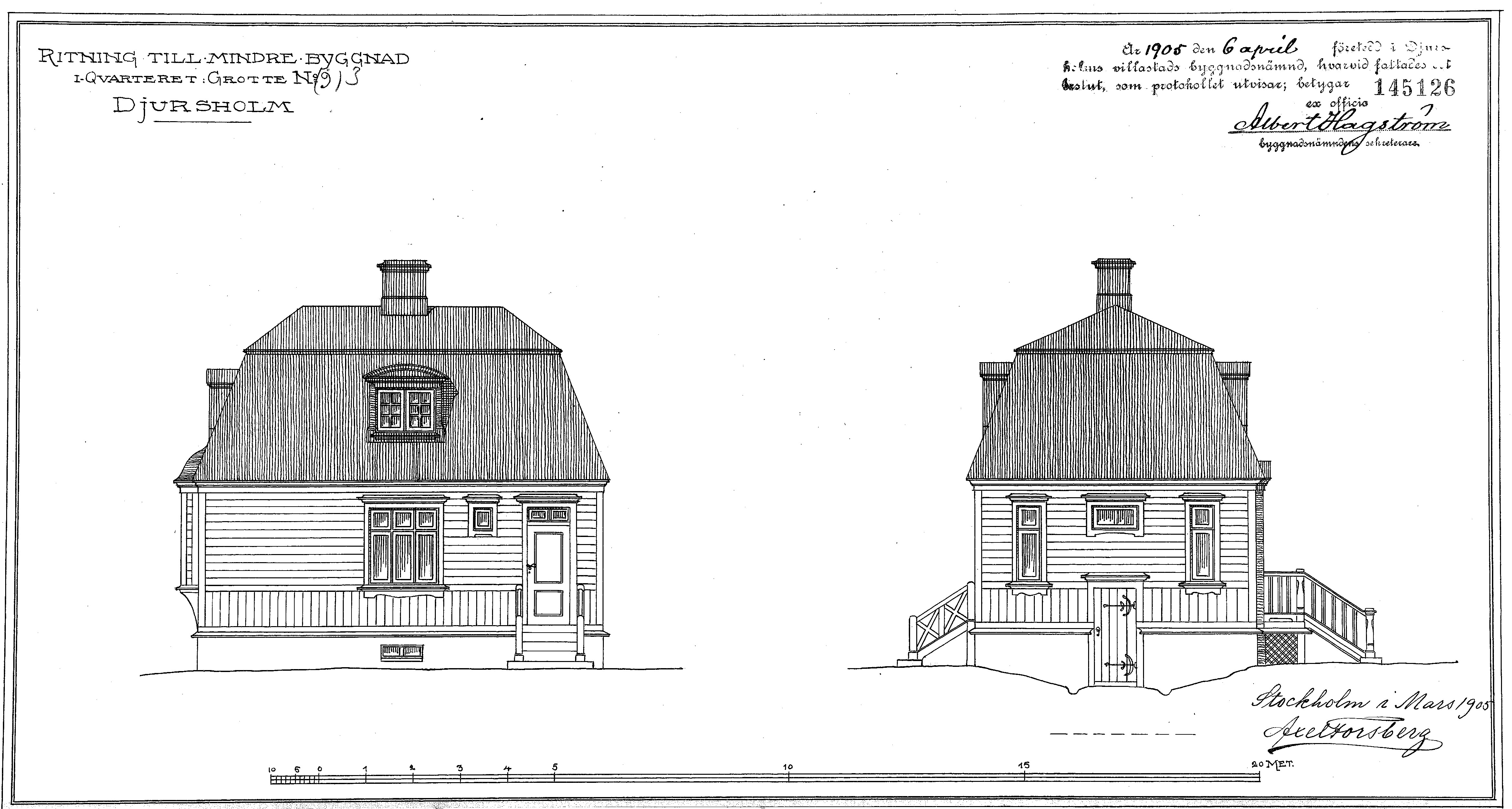
Fasader

## Hermansson ritningar från 1907 och 1908

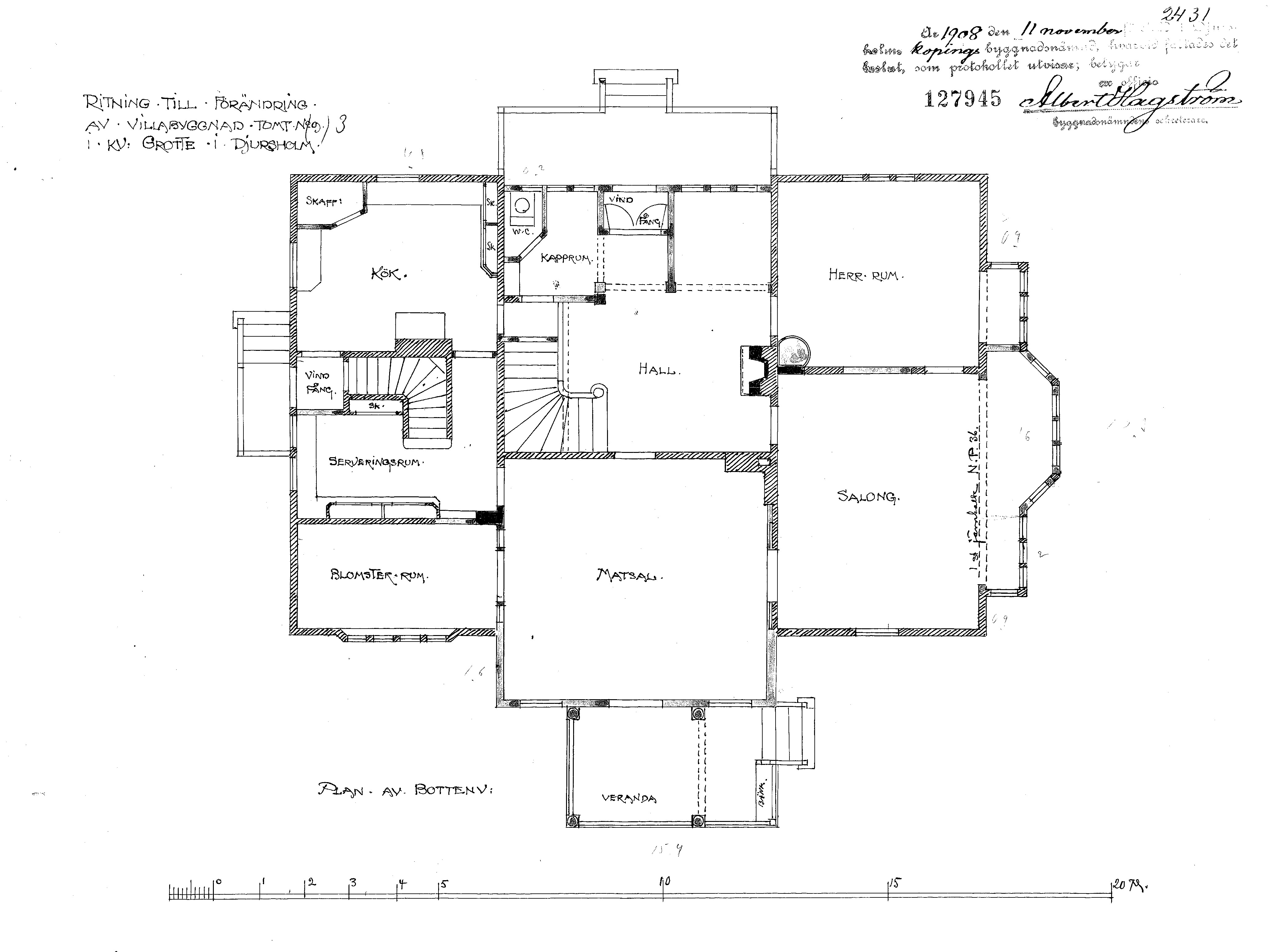
Bottenvåning
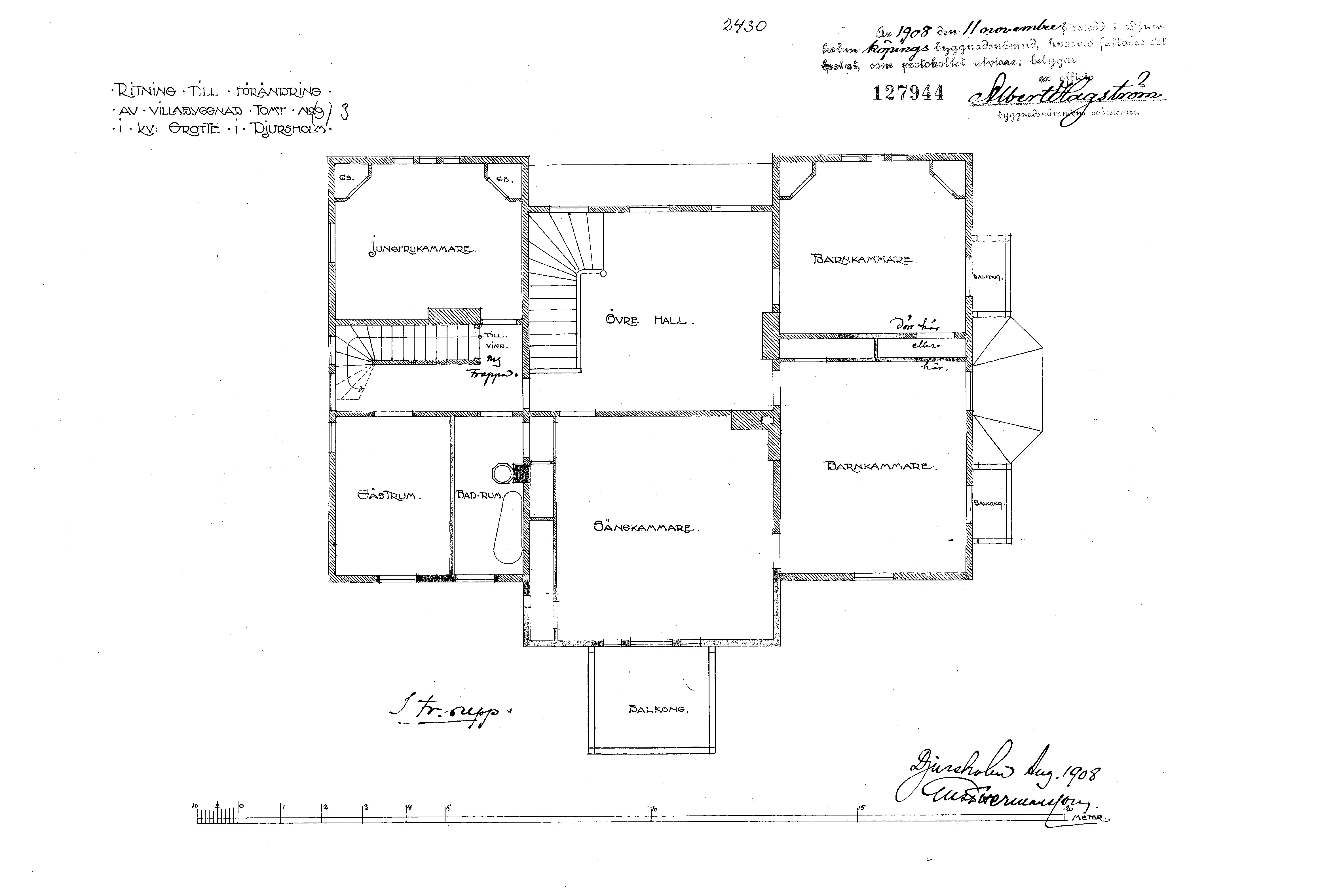
Plan våning 1 trappa
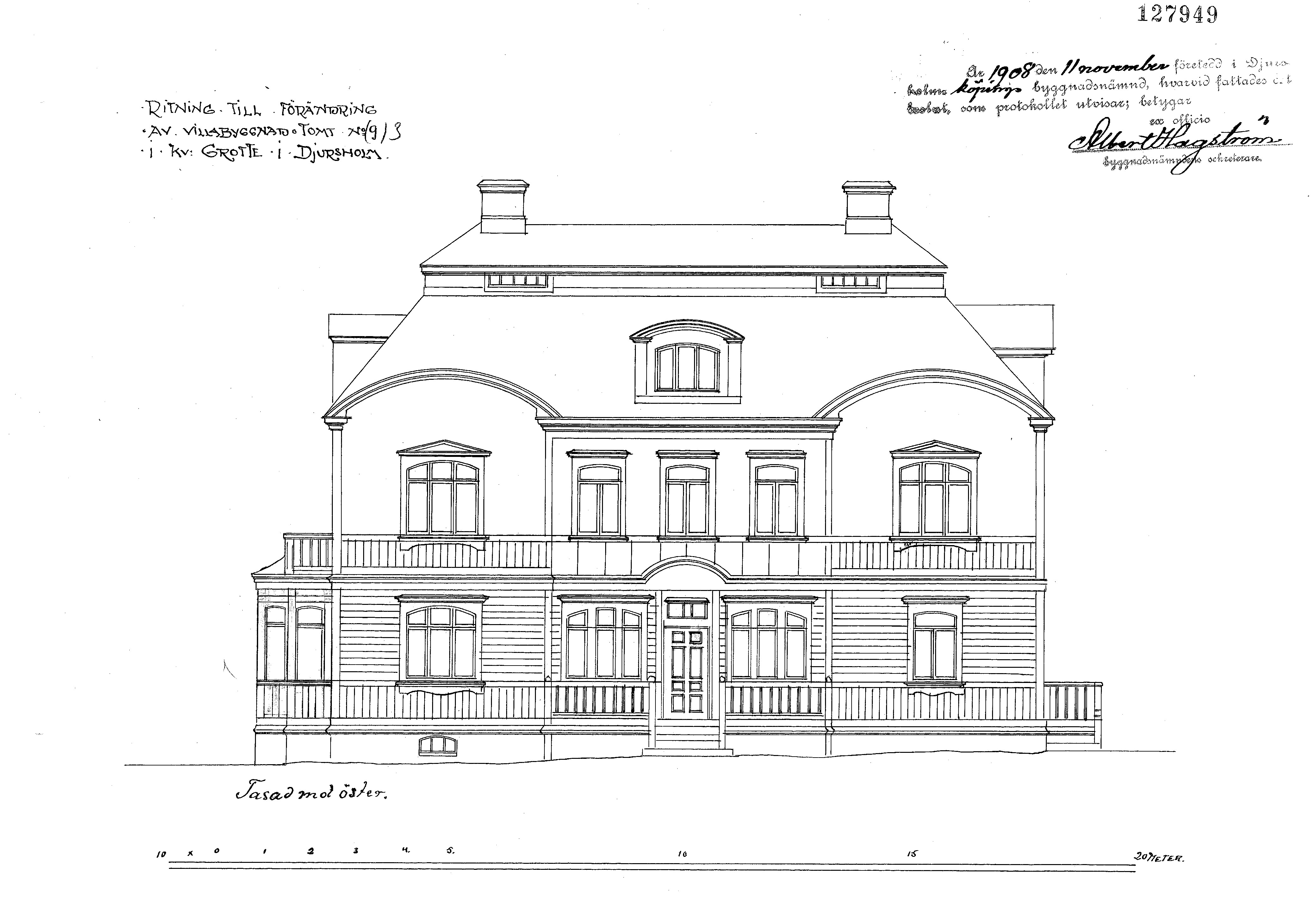
Fasad mot nordost
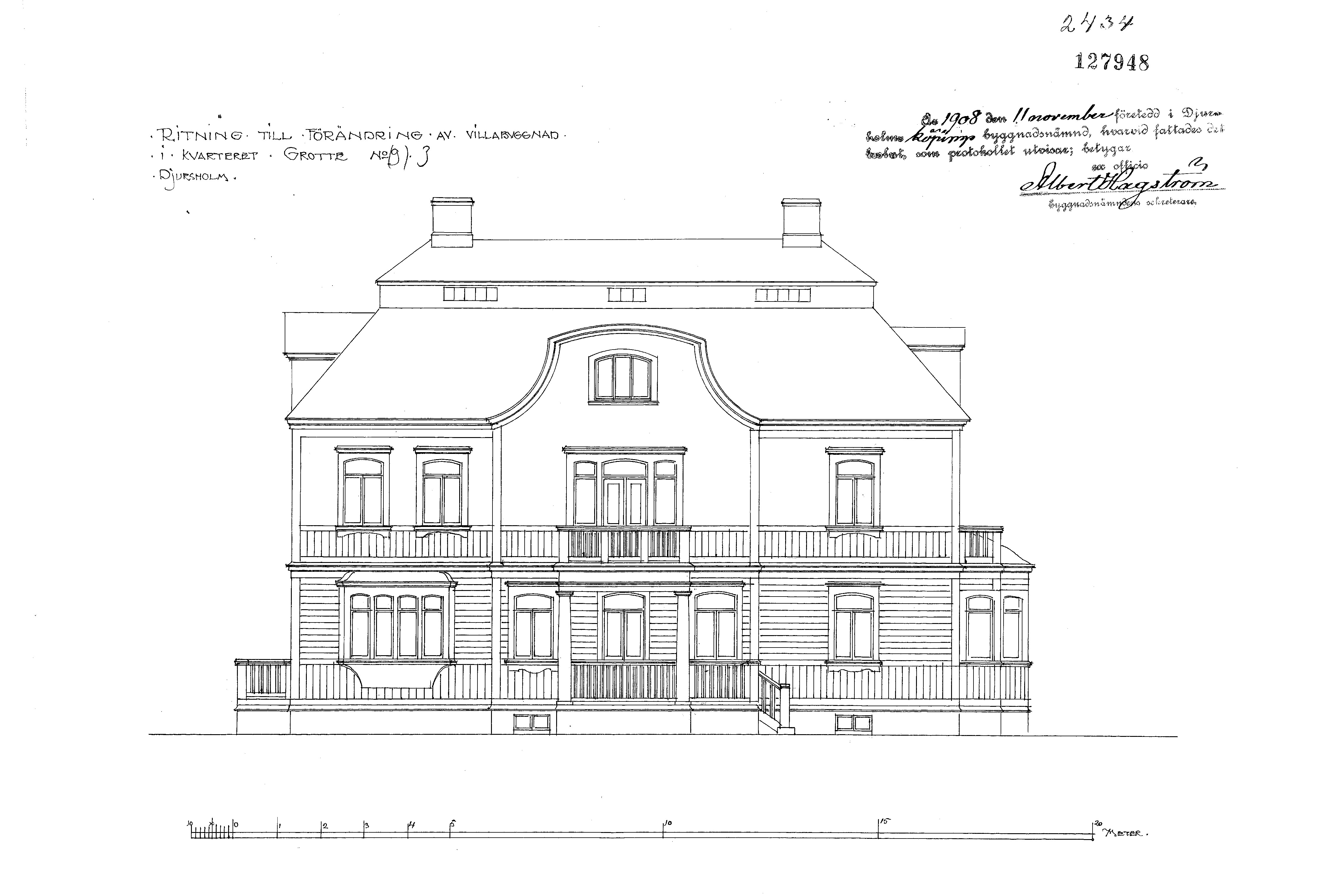
Fasad mot sydväst